# بيني وايز
بيني وايز (بالإنجليزية: Pennywise)‏ إنه المنافس الرئيسي في رواية ستيفن كينغ الرعبية لعام 1986. الشخصية هي كيان شرير قديم عابر للأبعاد من مكان يسمى (ديد لايتس) يفترس أطفال ديري حيث يأتي كل 27 عامًا تقريبًا، باستخدام مجموعة متنوعة من القوى التي تشمل القدرة على تغيير شكلها والتلاعب بالواقع وعدم ملاحظته من قبل البالغين. خلال مسار القصة، تظهر بشكل أساسي في شكل مهرج يسمى بيني وايز.

## الظهور
ظهر في الرواية على أنه وحش متغير الشكل وعادة ما يأخذ شكل بيني وايز المهرج الراقص، حيث نشأ في فراغ يحتوي على الكون ويحيط به - وهو مكان يشار إليه في الرواية باسم "ماكروفيرس". وصلت إلى الأرض أثناء اصطدام كويكب واستقرت تحت الأرض التي سيتم بناء ديري عليها لاحقًا، وكانت تفترس في البداية قبائل أمريكا الشمالية.